# Svetlana Zakharova (athlétisme)
Svetlana Vladimirovna Zakharova (russe : Светлана Владимировна Захарова) (Tchouvachie, 15 septembre 1970) est une marathonienne russe. 